# ユニマットレディス
ユニマットレディス（英称：Unimatladys）は、日本においてアメリカのシティグループ傘下の消費者金融会社であるCFJ合同会社が展開していた女性専用キャッシングブランド。

## 概要
「女性による女性のためのパーソナルローン」というポジショニングで女性専用キャッシングを展開し、電話やインターネットによる24時間対応の顧客サポートを全て女性スタッフが担当していた。
高橋洋二が1972年にユニマットライフとして創業（ユニマットオフィスコから社名変更した現法人とは別）。当初から女性のみを対象とした消費者金融であった。その高収益からユニマットグループの中核企業であった。
2001年にシティグループへ900億円で売却。それ以後、ユニマットグループとの資本、営業関係はないが、「ユニマットレディス」の知名度が高いため、シティグループ傘下になっても両社の合意の下、ユニマットブランドを使用し続けていた。
事業縮小
消費者金融事業の環境変化やシティグループの経営状況の悪化を受けて、2008年6月6日には「シティの消費者金融事業における更なる見直しについて」と題する報道発表にて、消費者金融事業を大幅に縮小し全店舗を閉鎖することを表明。今後も経営は継続するもののインターネットと電話による貸付というスタイルとなると発表された
。
事業撤退
2008年11月28日をもって全ての新規受付を停止している（同日CFJは合同会社に改組）。事実上の事業撤退となった。この決定には、親会社のシティが、サブプライム関連で6兆円を超す巨額損失を計上して経営が悪化している影響も大きかった。新規の融資希望者については同年9月に業務提携した三洋信販への誘導を行っている。そして2009年3月28日をもってディックに統合され、ユニマットレディスのブランドは消滅した。

## サービス概要

### インターネット・携帯
インターネットや携帯サイトでの申込・審査やユニマットレディス会員専用サービスを利用した残高照会・振込予約、利用可能額増額申込みが可能である。また、インターネット上での仮審査結果の回答は60秒以内となっていた。

### キャッシングプラン
無担保ローン50、スーパー300など、目的に合わせた数種類のキャッシングプランが提供されており、併せて下記のようなサービスも提供されていた。なお、全てのキャッシングプランにおける契約時年齢制限は、20歳以上70歳以下となっていた。学生や未成年者は利用できなかった。

### 無利息サービス
- 30フリー- 初めてCFJ各ブランドを利用する顧客への、初回契約日の翌日から30日間の無利息サービス。
  - 対象キャッシングプラン：無担保ローン50、スーパー300

### その他のサービス
- ファミリーマートのFamiポートで24時間申込受け付け。
- 全国の都道府県にある支店や、1000ヶ所以上に設置されている無人店舗・契約機の他に、提携銀行・コンビニエンスストアの約71,000台（2006年3月現在）の提携ATM、CD機でカードで借り入れ、返済が可能となっていた。

## 兄弟ブランド
CFJでは兄弟ブランドとしてディックを展開していた。詳細は同項目を参照のこと。